# Święty Bakchus
Święty Bakchus, właśc. Dahhāt (zm. 15 grudnia 786 lub 787 w Jerozolimie) – mnich i palestyński męczennik chrześcijański, święty Kościoła katolickiego.
Urodził się w chrześcijańskiej palestyńskiej rodzinie. Jako jedyny nie nawrócił się na islam i wstąpił do klasztoru św. Saby, archimandryty, gdzie przyjął chrzest. Tu przyjął imię Bakchus. Po powrocie do Jerozolimy nawrócił członków swojej rodziny, oprócz jednego z braci, który doniósł na niego. Bakchus został ścięty za szerzenie chrześcijańskiej wiary.
Jego wspomnienie liturgiczne obchodzone jest w dzienną pamiątkę śmierci.